# Felix Fuentebella
Felix Fuentebella (Naga, 5 september 1915 - 29 mei 2000) was een Filipijns politicus. Fuentebella, die behoorde tot een van de bekende politieke families van de Filipijnen, was van 1953 tot 1972 afgevaardigde namens het 2e kiesdistrict van Camarines Sur. Nadien was hij van 1976 tot 1986 gouverneur van Camarines Sur.

## Biografie
Felix Fuentebella werd geboren op 5 september 1915 in Naga in de Filipijnse provincie Camarines Sur. Hij was een zoon van Mariano Fuentebella en Marta Abad. Zijn oudere halfbroers Jose Fuentebella en Manuel Fuentebella waren ook politicus. Felix Fuentebella behaalde in 1937 een Bachelor of Science-diploma civiele techniek aan de University of the Philippines. Twee jaar later voltooide hij tevens een bacheloropleiding mijnbouw aan dezelfde onderwijsinstelling. Na zijn afstuderen werkte Fuentebella enige tijd als technisch assistent voor zijn broer, senator Jose Fuentebella. Van 1946 tot 1953 was hij werkzaam als civieltechnisch ingenieur.
In 1953 werd Fuentebella ging Fuentebella in navolging van zijn broers de politiek in en werd namens het 2e kiesdistrict van Camarines Sur gekozen in het Filipijns Huis van Afgevaardigden. Nadien werd hij drie maal herkozen. Zijn periode in het Huis kwam ten einde toen het Huis in 1972 werd opgeheven nadat president Ferdinand Marcos de staat van beleg had afgekondigd. In 1976 werd Fuentebella gekozen tot gouverneur van Camarines Sur. Zijn periode als gouverneur duurde tot de val van Marcos als gevolg van de EDSA-revolutie in 1986. Nadien werd hij als bekend Marcos-aanhanger werd vervangen.
Fuentebella overleed in 2000 op 84-jarige leeftijd. Hij was getrouwd met Rita Palma en kreeg met haar vier kinderen. Zijn zoon Arnulfo Fuentebella werd ook politicus.